# Screen Actors Guild Award/Bestes Stuntensemble
Der Screen Actors Guild Award in der Kategorie Bestes Stuntensemble (Originalbezeichnung: Outstanding Performance by a Stunt Ensemble in a Motion Picture) ist eine der Auszeichnungen, die jährlich in den Vereinigten Staaten von der Screen Actors Guild, einer Gewerkschaft von Schauspielern, verliehen werden. Sie richtet sich an das Stunt-Ensemble, das eine hervorragende Leistung in einem Spielfilm erbracht hat. Die Kategorie wurde 2008 ins Leben gerufen. Die Gewinner werden in einer geheimen Abstimmung durch die Vollmitglieder der Gewerkschaft ermittelt.

## Gewinner und Nominierte
Die unten aufgeführten Filme werden mit ihrem deutschen Verleihtitel (sofern ermittelbar) angegeben, danach folgt in Klammern in kursiver Schrift der fremdsprachige Originaltitel. Die Nennung des Originaltitels entfällt, wenn deutscher und fremdsprachiger Filmtitel identisch sind. Die Gewinner stehen hervorgehoben in fetter Schrift an erster Stelle.

### 2008–2010
2008
Das Bourne Ultimatum (The Bourne Ultimatum)
300
I Am Legend
Operation: Kingdom (The Kingdom)
Pirates of the Caribbean – Am Ende der Welt (Pirates of the Caribbean: At World’s End)
2009
The Dark Knight
Hellboy – Die goldene Armee (Hellboy II: The Golden Army)
Indiana Jones und das Königreich des Kristallschädels (Indiana Jones and the Kingdom of the Crystal Skull)
Iron Man
Wanted
2010
Star Trek
Public Enemies
Transformers – Die Rache (Transformers: Revenge of the Fallen)

### 2011–2020
2011
Inception
Green Zone
Robin Hood
2012
Harry Potter und die Heiligtümer des Todes – Teil 2 (Harry Potter and the Deathly Hallows – Part 2)
Der Plan (The Adjustment Bureau)
Cowboys & Aliens
Transformers 3 (Transformers: Dark of the Moon)
X-Men: Erste Entscheidung (X-Men: First Class)
2013
Skyfall
The Amazing Spider-Man
Das Bourne Vermächtnis (The Bourne Legacy)
The Dark Knight Rises
Les Misérables
2014
Lone Survivor
All Is Lost
Fast & Furious 6
Rush – Alles für den Sieg (Rush)
Wolverine: Weg des Kriegers (The Wolverine)
2015
Unbroken
Herz aus Stahl (Fury)
Get on Up
Der Hobbit: Die Schlacht der Fünf Heere (The Hobbit: The Battle of the Five Armies)
X-Men: Zukunft ist Vergangenheit (X-Men: Days of Future Past)
2016
Mad Max: Fury Road
Everest
Fast & Furious 7 (Furious 7)
Jurassic World
Mission: Impossible – Rogue Nation
2017
Hacksaw Ridge – Die Entscheidung (Hacksaw Ridge)
The First Avenger: Civil War (Captain America: Civil War)
Doctor Strange
Jason Bourne
Nocturnal Animals
2018
Wonder Woman
Baby Driver
Dunkirk
Logan – The Wolverine (Logan)
Planet der Affen: Survival (War for the Planet of the Apes)
2019
Black Panther
Ant-Man and the Wasp
Avengers: Infinity War
The Ballad of Buster Scruggs
Mission: Impossible – Fallout
2020
Avengers: Endgame
Le Mans 66 – Gegen jede Chance (Ford v. Ferrari)
The Irishman
Joker
Once Upon a Time in Hollywood

### 2021–2030
2021
Wonder Woman 1984
Da 5 Bloods
Mulan
Neues aus der Welt (News of the World)
The Trial of the Chicago 7
2022
Keine Zeit zu sterben (No Time to Die)
Black Widow
Dune
Matrix Resurrections (The Matrix Resurrections)
Shang-Chi and the Legend of the Ten Rings
2023
Top Gun: Maverick
Avatar: The Way of Water
The Batman
Black Panther: Wakanda Forever
The Woman King
2024
Mission: Impossible – Dead Reckoning Teil Eins (Mission: Impossible – Dead Reckoning Part One)
Barbie
Guardians of the Galaxy Vol. 3
Indiana Jones und das Rad des Schicksals (Indiana Jones and the Dial of Destiny)
John Wick: Kapitel 4 (John Wick: Chapter 4)
2025
The Fall Guy
Deadpool & Wolverine
Dune: Part Two
Gladiator II
Wicked